# Magaliesburg
Magaliesburg es una pequeña ciudad situada debajo de la cordillera de Witwatersrand en Gauteng, Sudáfrica. La cordillera de Magaliesberg está al norte y es visible desde la ciudad, de ahí el nombre "Magaliesburg". Las montañas mismas llevan el nombre de Môgale Wa Môgale, quien fue el jefe de BaPô ba Môgale. Burg es el nombre afrikáans de Town, mientras que Berg es de montaña.

## Turismo

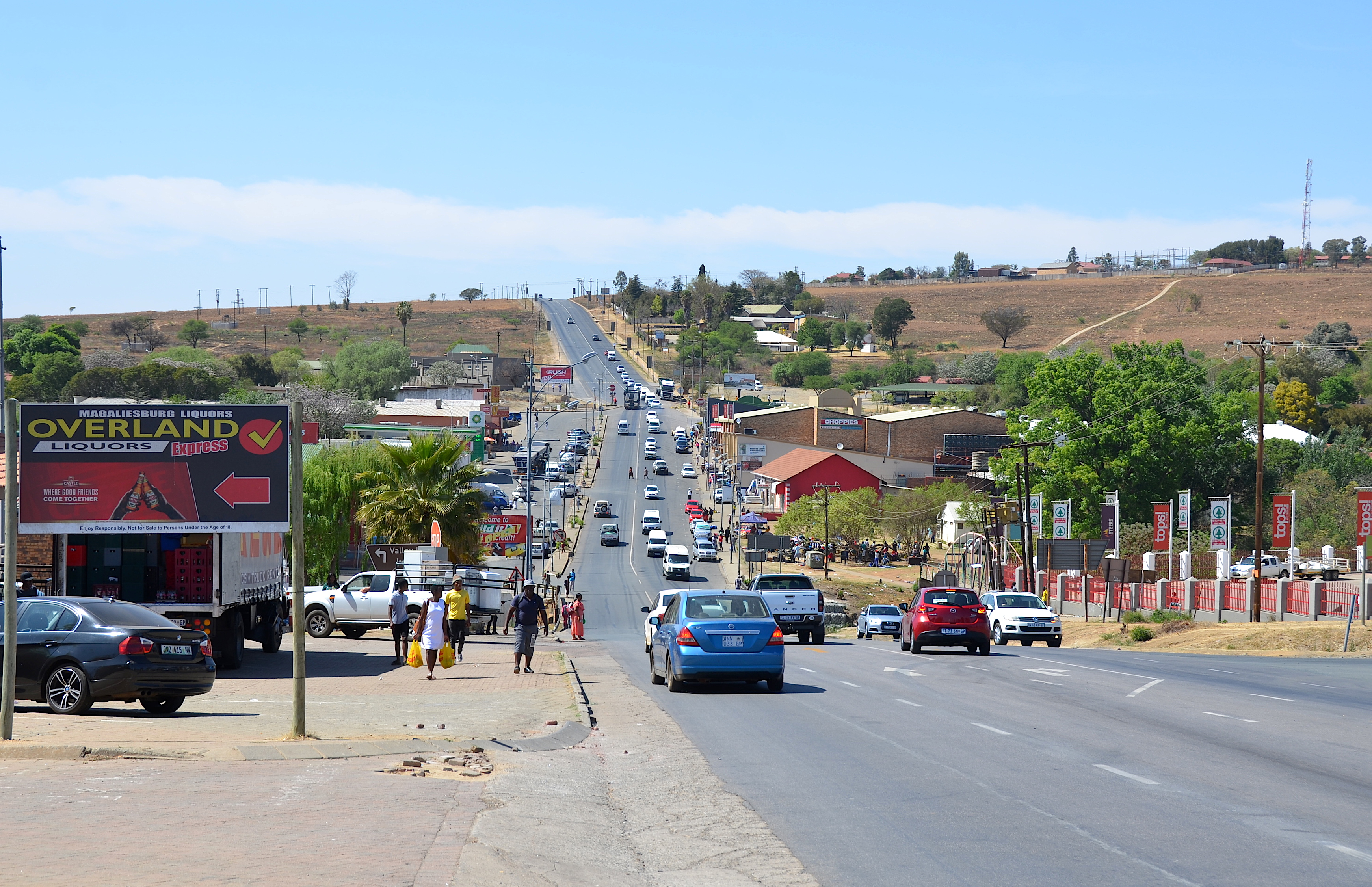
La R24 forma la carretera principal que atraviesa la ciudad de Magaliesburg

La ciudad y sus alrededores son destinos populares de vacaciones y fines de semana para los residentes de Johannesburgo. Con más de 100 lugares de alojamiento y una gran variedad de actividades, este pequeño pueblo al pie de la montaña Magalies es la escapada ideal para los habitantes de la ciudad.
En Magaliesburg se ubica la mina más antigua de Gauteng. En la mina The Blaauwbank, se descubrió oro hace más de 100 años. Además del turismo, la principal actividad generadora de ingresos de Magaliesburg y sus alrededores es la agricultura. Los cultivos de carne de res, maíz y hortalizas a gran escala son los más frecuentes.

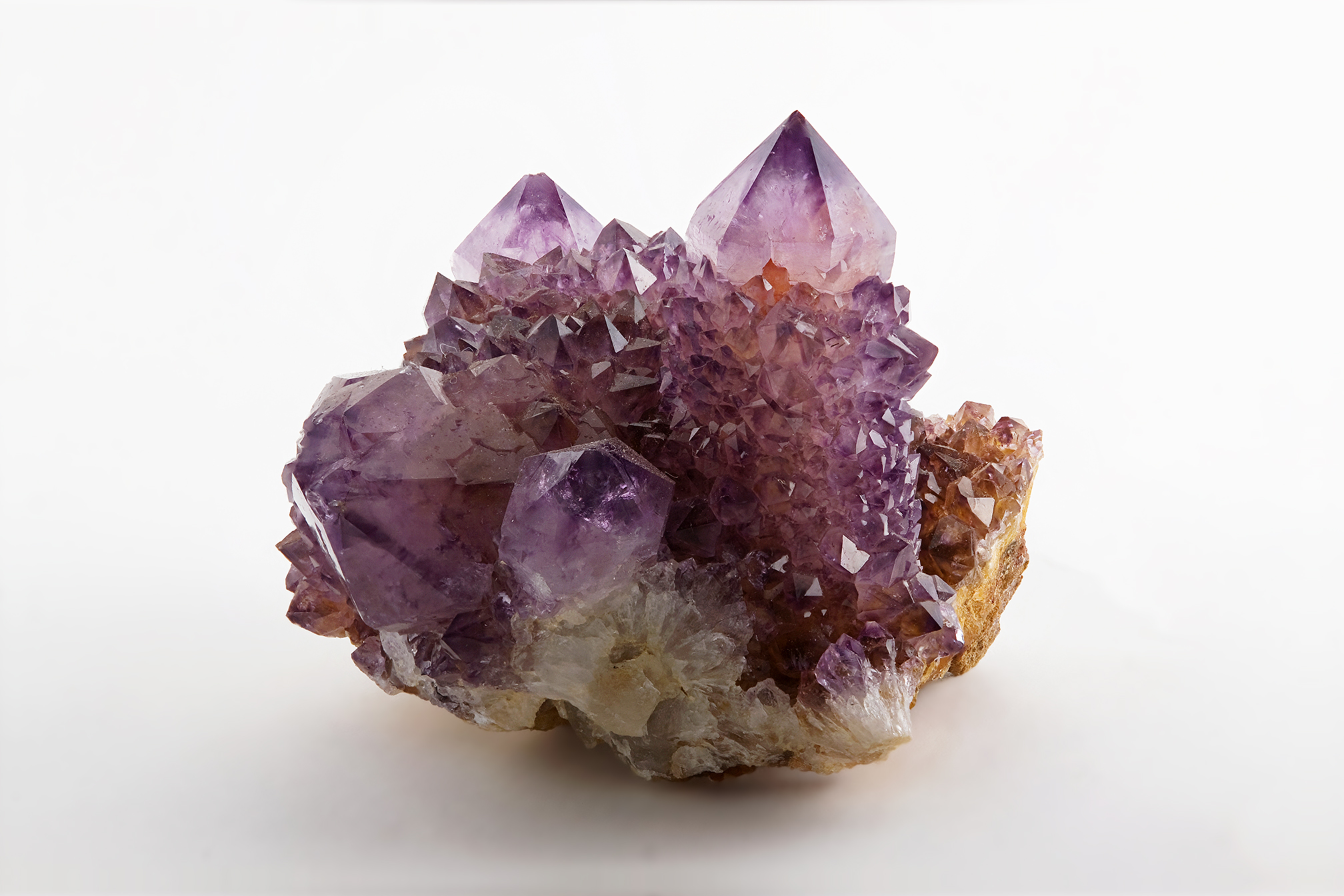
Cúmulo de amatistas de Magaliesburg

El pueblo se ha convertido en una opción muy atractiva para los habitantes de la ciudad que desean vivir más cerca de la naturaleza. Homesteading es popular entre muchas personas y familias que hacen todo lo posible por ser lo más autosuficientes posible. Como éste es un objetivo muy difícil para la mayoría, hay muchos Magaliesburgerses que viven en la zona, pero viajan diariamente a Johannesburgo o a Pretoria en busca de empleos que les generen ingresos.